# Mistrzostwa Świata w koszykówce kobiet 2014/Grupa A

## Wyniki

### 1 kolejka
| 27 września 201416:15 | Japonia                                                                      | 50:74(13:21, 15:21, 4:24, 18:8) | Hiszpania                                            | Ankara Arena, Ankara Widzów: 800 Sędzia: Jakub Zamojski, Toni Caldwell, Jasmina Juras |
| 27 września 201416:15 | Pkt:Ramu Tokashiki 19 Zb:Ramu Tokashiki, Asako O 7 As:Kudeken, Kurihara po 4 | 50:74(13:21, 15:21, 4:24, 18:8) | Pkt:Sancho Lyttle 19 Zb:Sancho Lyttle 12 As:Xargay 6 | Ankara Arena, Ankara Widzów: 800 Sędzia: Jakub Zamojski, Toni Caldwell, Jasmina Juras |

| 27 września 201421:15 | Brazylia                                                               | 55:68(7:17, 13:10, 16:23, 19:18) | Czechy                                                          | Ankara Arena, Ankara Widzów: 3200 Sędzia: Roberto Chiari, Kim Bo-hui, Roberto Oliveros |
| 27 września 201421:15 | Pkt:Clarissa dos Santos 10 Zb:Santos, de Souza po 10 As:Tainá Paixão 3 | 55:68(7:17, 13:10, 16:23, 19:18) | Pkt:Alena Hanušová 15 Zb:Jana Veselá 11 As:Kateřina Bartoňová 8 | Ankara Arena, Ankara Widzów: 3200 Sędzia: Roberto Chiari, Kim Bo-hui, Roberto Oliveros |

### 2. kolejka
| 28 września 201416:15 | Czechy                                                                | 71:57(18:16, 15:22, 20:13, 18:6) | Japonia                                                   | Ankara Arena, Ankara Widzów: 900 Sędzia: Fernando Sampietro, Babacar Guèye, Anne Panther |
| 28 września 201416:15 | Pkt:Petra Kulichová 19 Zb:Petra Kulichová 9 As:Veselá, Bartoňová po 4 | 71:57(18:16, 15:22, 20:13, 18:6) | Pkt:Michiko Miyamoto 16 Zb:Maki Takada 7 As:Yuka Mamiya 4 | Ankara Arena, Ankara Widzów: 900 Sędzia: Fernando Sampietro, Babacar Guèye, Anne Panther |

| 28 września 201421:15 | Hiszpania                                                        | 83:56(12:13, 29:13, 20:14, 22:16) | Brazylia                                                        | Ankara Arena, Ankara Widzów: 1500 Sędzia: Amy Bonner, Tomas Jasevičius, Wang Zebo |
| 28 września 201421:15 | Pkt:Torrens, Lyttle po 15 Zb:Sancho Lyttle 13 As:Sancho Lyttle 5 | 83:56(12:13, 29:13, 20:14, 22:16) | Pkt:Érika de Souza 12 Zb:Érika de Souza 7 As:Pinto, Paixão po 4 | Ankara Arena, Ankara Widzów: 1500 Sędzia: Amy Bonner, Tomas Jasevičius, Wang Zebo |

### 3 kolejka
| 30 września 201414:00 | Brazylia                                                                | 79:56(22:11, 19:20, 19:14, 19:11) | Japonia                                              | Ankara Arena, Ankara Widzów: 500 Sędzia: Jakub Zamojski, Toni Caldwell, Roberto Oliveros |
| 30 września 201414:00 | Pkt:Patrícia Teixeira 27 Zb:Érika de Souza 11 As:Adriana Moisés Pinto 6 | 79:56(22:11, 19:20, 19:14, 19:11) | Pkt:Yuka Mamiya 13 Zb:Maki Takada 9 As:Emi Kudeken 4 | Ankara Arena, Ankara Widzów: 500 Sędzia: Jakub Zamojski, Toni Caldwell, Roberto Oliveros |

| 30 września 201416:15 | Hiszpania                                                       | 67:43(14:9, 20:12, 14:13, 19:9) | Czechy                                                       | Ankara Arena, Ankara Widzów: 600 Sędzia: Roberto Chiari, Jasmina Juras, Wang Zebo |
| 30 września 201416:15 | Pkt:Sancho Lyttle 17 Zb:Sancho Lyttle 14 As:Torrens, Palau po 4 | 67:43(14:9, 20:12, 14:13, 19:9) | Pkt:Kateřina Bartoňová 8 Zb:Petra Kulichová 9 As:Bartoňová 4 | Ankara Arena, Ankara Widzów: 600 Sędzia: Roberto Chiari, Jasmina Juras, Wang Zebo |